# Louis Verreydt
Louis Verreydt (25 de novembro de 1950 — 13 de agosto de 1977) foi um ciclista belga. Competiu como representante de seu país nos Jogos Olímpicos de Verão de 1972 em Munique, onde fez parte da equipe belga que terminou em quarto lugar na prova de 100 km contrarrelógio por equipes. Morreu vítima de um ataque cardíaco em 1997.